# 21 av. J.-C.
Cette page concerne l'année 21 av. J.-C. du calendrier julien.

## Événements
- Troubles à Rome à l'occasion de l'élection des consuls. Auguste, alors en Sicile, rappelle Agrippa d'Orient et lui laisse le soin de gouverner Rome pendant qu'il voyage en Grèce. Il lui fait épouser sa fille Julie, veuve de Marcellus. Il passe l'hiver à Samos[1]
- Agrippa exclut de Rome les cultes égyptiens. Ils sont d’abord relégués hors du Pomerium et plus tard au-delà de la banlieue[2].
- Amanichakété candace (reine) de Méroé se réfugie à Barra, dans le royaume d'Aksoum, mais Pétrone poursuit son offensive. Il doit peu après se replier, mais la paix est signée entre Auguste et les ambassadeurs de la candace et un tribut est imposé provisoirement à Amanichakété[3] (traité de Samos).
- Agrippa épouse Julie sur demande de l'empereur Auguste[4].

- Afrique proconsulaire, 21-20 av. J.-C. : expéditions du proconsul d'Afrique Cornelius Balbus contre les Gétules et les Garamantes. Il emprunte la route des chars des Garamantes, atteint Cidamus (Ghadamès), longe le Fezzan et le Tassili des Ajjers et serait même selon Henri Lhote allé jusqu’au Niger (triomphe en 19 av. J.-C.)[5].

## Naissances en 21 av. J.-C.
- Hérode Antipas, romain, tétrarque de Galilée et Pérée